# Wilhelm Meyer-Lübke
Wilhelm Meyer-Lübke (Dübendorf, 30 de janeiro de 1861 – Bona, 4 de outubro de 1936) foi um filólogo suíço da escola de Neogramática.
Executou diversos estudos comparativos das línguas romance e do latim falado. Ensinou na Universidade de Jena de 1887 a 1890, a seguir na Universidade de Viena até 1915, quando mudou para a Universidade de Bona. Teve como seu mestre o papa da romanística europeia, Friedrich Diez.

## Estudos
Seguindo a teoria de Gröbe, adaptou o método comparatista de investigação do indo-europeu e das línguas românicas, cujo estudo introduziu um princípio de sistematização.
Apresentou um grande ceticismo sobre as explicações das mudanças fonéticas por meio do substrato. Observou que é muito pouco o que se sabe sobre as línguas pré-romanescas (osco e úmbrio, para a Itália central e meridional; gálio ou galo, na Itália setentrional e na Gália; ibero, na Espanha) e que não se sabe nada da língua dos sardos e muito pouco da língua da Dácia ou do Vêneto.
Segundo Meyer-Lübke, uma das influências de substrato celta é a mutação de u em ü. Daí sairia o francês, o provençal, o piemontês, o lígure, o lombardo, em parte o emiliano, em romance e engadinês, além do galês, neerlandês e dialetos alemães da Alsácia, de parte da Brisgóvia e do cantão Valais.
Todas estas zonas foram habitadas pelos celtas, mas a coincidência entre as isoglosas e a área celta é menos precisa do que parece. Ainda que admitindo a identidade entre a isoglosa moderna com a área antigamente ocupada pelos celtas, fica por demonstrar que a isoglosa seja de origem antiga e que a coincidência se remonte efetivamente ao tempo em que os celtas aprendiam latim.
Entretanto, o fenômeno provençal é posterior a época medieval e nos parece tardiamente incluso nas outras zonas periféricas da Galorromania, de Saboia a Normandia.
A área atual de mudança do u>ü é o resultado de uma expansão a partir de um pequeno foco original. A inovação se estendeu aos bascos da vertente francesa dos Pirenéus.
De todos os fenômenos atribuídos ao substrato celta, os que resultavam mais consistentes para Meyer-Lübke eram a passagem de -ct- a -it- e a nasalização das vogais.
Da influência osco-umbra, Meyer-Lübke apresenta dois fenômenos: a sonorização das oclusivas surdas depois da nasal e a assimilação -ND- > -nn-.
Na Península Ibérica estudou a mudança de f- inicial, que não tem lugar depois de -r- nem antes de ditongo românico ue.
Para Meyer-Lübke antes de se levantar hipóteses sobre as influências do substrato, devem-se cumprir três operações preliminares:
1. A comprovação das condições reais da população da zona em que ocorre o fenômeno, ou as exatas relações nela entre latinos e não-latinos;
2. A antiguidade do fenômeno na zona afetada;
3. Um exame rigoroso das diversas realizações articulatórias dos sons a primeira vista idênticos.

Adotou uma posição polêmica em relação a língua catalã. Seguindo o que pensava Friderich Diez, em 1890 afirmou em seu livro (Gramática das Línguas Românicas), que a língua catalã é, na verdade, um dialeto proveniente do provençal, em que diz: “Neste caso a transição ocorre pouco a pouco com o catalão em Rossilhão: Esta língua não é mais que um dialeto provençal […]”. Mais tarde, mudaria de opinião e passaria a falar de maneira mais generalizada e a se referir como “língua catalã”, porém afirmando e demonstrando suas semelhanças com o provençal e para todo o conjunto idiomático catalão-valenciano-balear.